# Wireless High-Definition Interface
Wireless High-definition Interface (WHDI) è uno standard di elettronica di consumo per una connettività HDTV wireless in tutta la casa. WHDI permette la trasmissione di un segnale non compresso ad alta definizione video su un canale radio wireless, per collegare qualsiasi sorgente video (computer, telefoni cellulari, lettori Blu-ray, ecc) a tutti i dispositivi di visualizzazione compatibili. WHDI è supportato e guidato da Amimon, Hitachi Ltd, LG Electronics, Motorola, Samsung Group, Sharp Corporation e Sony

## Qualità Video
- Full HD: 1080p (1080×1920)
- Dual 1080p 60
- 2K (2048×1080)
- 4K (4096×1716)

## Trasmissione
Il segnale si trasmette con il Wi-Fi classe N (802.11n) ed è richiesto un access point Wi-Fi.

## Versioni

### WHDI 1.0
La specifica WiHDI 1.0 permette velocità di trasferimento fino a 4GBps.

### WHDI 1.0 - aggiornamento
Supporto 3D stereoscopico;

### WHDI 3D
Supporto 3D compatibile con l'HDMI 1.4a

### WHDI 2.0
Supporto per le risoluzioni:
- Dual 1080p 60
- 2k (2048×1080)
- 4k (4096×1716)

Altri formati 3D

## WiDI sul domestico
Il WHDI, il nuovo standard wireless HD, è pronto a sbarcare in ambito domestico. Le specifiche del Wireless Home Digital Interface, infatti, sono state finalmente completate: confermato il supporto del Full HD 1080p/60 Hz, in modalità senza fili fino a 30 metri.

## Progetti
- Trasmissione in Wi-Fi diretto, quindi non sarà richiesta una connessione Wi-Fi disponibile,
- Altre risoluzioni
- 3D

## Storia

### 2005

#### Dicembre
AMIMON pubblica il dispositivo "uncompressed high definition video streaming wirelessly".

### 2007

#### Gennaio
AMIMON mostra il suo WHDI (wireless high definition interface) al CES. Sanyo presenta il "world's first wireless HD projector," utilizzando la tecnologia AMIMON, capace della qualità DVI/HDMI.

#### Agosto
AMIMON presenta chip WHDI

#### Dicembre
WHDI diventa certificato High-Bandwidth Digital Content Protection, e approvato come Approved Retransmission Technology (ART). Inizia la commercializzazione.

### 2008

#### Aprile
Sharp offre con AMIMON la serie X di LCD HDTV con tecnologia WHDI, il primo marchiato CE.

#### Luglio
AMIMON collabora con Motorola, Samsung, Sony e Sharp per creare un nuovo standard per multi-room audio video e connettività di controllo.

#### Agosto
Mitsubishi annuncia televisori in Giappone con WHDI.

#### Settembre
JVC progetta un sistema WHDI da lanciare nel 2009.

#### Dicembre
AMIMON vende il suo 100.000 Wireless High-definition Chipset.

### 2009

#### Aprile
AMIMON introduce i chipset di seconda generazione in banda 5 GHz con il trasmettitore AMN 2120 e il ricevitore AMN 2220. Il chipset è capace di 1080 righe orizzontali a 60 Hz HD e supporta HDCP 2.0

#### Settembre
Philips lancia la Wireless HDTV Link con un trasmettitore HDMI da 1080 righe a 30 Hz. Sony annuncia il televisore ZX5 LCD per novembre. Capace di 1080 righe orizzontali wireless.

### 2010

#### Gennaio
LG annuncia la partnership con AMIMON e nuovi prodotti WHDI.

#### Luglio
WHDI diventa 3D.

#### Settembre
ASUS entra nel consorzio WHDI. Con WiCast si può connettere un PC a una HDTV.

#### Ottobre
Galaxy annuncia la GeForce GTX 460 WHDI Edition video card.

#### Novembre
HP annuncia la WHDI Wireless TV Connect

### 2011

#### Gennaio
WHDI è presente al Consumer Electronics Show (CES).

#### Settembre
AMIMON presenta il ricetrasmettitore WHDI Falcon-HD, per usi professionali all'International Broadcasting Convention (IBC) di Amsterdam.

### 2012

#### Gennaio
AMIMON assieme a Lenovo integra la tecnologia WHDI su IdeaPad S2 7, senza trasmettitore esterno.

#### Aprile
AMIMON lancia Falcon, un ricetrasmettitore per impieghi professionali, al National Association of Broadcasters (NAB) di Las Vegas.

#### Giugno
AMIMON annuncia la AMIMON Pro Line, con tecnologia WHDI per il mercato europeo professionale.

## Sostenitori
Promoters WHDI Official Site
- AMIMON, su amimon.com.
- Hitachi Ltd.
- LG Electronics
- Motorola
- Samsung Group
- Sharp Corporation
- Sony

Contributors
- Haier
- Maxim
- Mitsubishi Electric
- Toshiba
- Rohde & Schwarz
- D-link

Adopters
- Domo Technologies, su domo.com. URL consultato il 30 novembre 2012 (archiviato dall'url originale il 13 maggio 2020).
- Elmo
- Gemtek, su gemtek.com.tw. URL consultato il 7 agosto 2019 (archiviato dall'url originale il 17 marzo 2018).
- Hosiden
- Murata Manufacturing
- Seamon Science International
- TDK
- Zinwell, su zinwell.com.tw.
- Quanta Microsystems - QMI
- Olympus Corporation
- Galaxy Microsystems Ltd., su galaxytech.com. URL consultato il 30 novembre 2012 (archiviato dall'url originale il 9 maggio 2012).
- LiteOn Technology Corp., su liteon.com. URL consultato il 30 novembre 2012 (archiviato dall'url originale il 1º maggio 2008).
- Dfine Technology, su dfine-whdi.com. URL consultato il 30 novembre 2012 (archiviato dall'url originale il 30 maggio 2012).
- ASUS
- Syvio Image Limited
- Murata Manufacturing
- Askey
- Telecommunication Metrology Center, su emcite.com. URL consultato il 30 novembre 2012 (archiviato dall'url originale il 20 ottobre 2012).
- HP
- Hunan space satellite Communication co.ltd., su htzj.com. URL consultato il 30 novembre 2012 (archiviato dall'url originale il 6 gennaio 2012).
- Hefei Radio
- Winstars, su winstars.net.
- Belkin
- Jupiter (MTI)
- SRI Radio Systems, su sri.de.
- IOGear
- TCL Corporation